# Ghesellen van de Aardbei
Ghesellen van de Aardbei is een genootschap uit Hoogstraten, België, dat zich inzet voor de promotie van de Hoogstraatse aardbeien. Het genootschap werd in 1977 opgericht en speelt sindsdien een belangrijke rol in de promotie van de lokale aardbeienteelt. 
Een van de tradities van de Ghesellen van de Aardbei is het aanbieden van de eerste aardbeien van het seizoen aan prominente figuren en instellingen. Zo overhandigen zij jaarlijks de eerste aardbeien aan het Koninklijk Paleis en aan vertegenwoordigers van de provincie Antwerpen. Deze ceremonie markeert de officiële start van het aardbeienseizoen in Hoogstraten en benadrukt het belang van de aardbeienteelt voor de regio.
Door hun inzet en tradities dragen de Ghesellen van de Aardbei bij aan het behoud en de promotie van de aardbeienteelt in Hoogstraten, wat een belangrijke economische en culturele waarde heeft voor de regio.
De naam Ghesellen van de Aardbei is bewust archaïsch gekozen en verwijst naar het middeleeuwse woord ghesellen, de oude spelling van gezellen. In de historische context duidt het woord op metgezellen of kameraden, maar ook op vaklieden binnen ambachtelijke gilden. Door deze benaming te gebruiken, benadrukt het genootschap zijn verbondenheid met de streek, de traditie van de aardbeienteelt en het ambachtelijk karakter ervan. De naam draagt een folkloristische en ceremoniële connotatie, passend bij de symboliek en de plechtige activiteiten van het genootschap.
Tijdens festiviteiten wordt regelmatig gebruik gemaakt van ludieke elementen. Zo zong in 1983 het lokale gezelschap "de Spilzakken" bij een gelegenheid: "Om ze te plukken moet er veur bukken", verwijzend naar het arbeidsintensieve karakter van de aardbeienpluk. Genodigden werden echter van deze taak vrijgesteld.